# Eublepharidae
Los eublefáridos (Eublepharidae) es una familia de gecos. Anteriormente se incluía dentro de Gekkonidae. Se compone de 50 especies agrupadas en siete géneros. También se llaman geckos párpados,  tienen características más primitivas que otros geckos. En particular, los pies carecen de las modificaciones que permiten a la mayoría de los geckos  escalar superficies escarpadas. A diferencia de otros geckos, también tienen móviles los párpados. Son lagartos nocturnos, se alimentan de los insectos y criaturas similares. Ponen un par de huevos, y, por lo menos en algunas especies, el sexo de los jóvenes está determinado por la temperatura de incubación, como en los cocodrilos.

## Clasificación
Incluye 40 especies agrupadas en los siguientes 7 géneros:
- Aeluroscalabotes Boulenger, 1885
- Coleonyx Gray, 1845
- Eublepharis Gray, 1827
- Goniurosaurus Barbour, 1908
- Hemitheconyx Stejneger, 1893
- Holodactylus Boettger, 1893
- Jaeckyu hervert, 2025